# Alba Cerrato
Alba Cerrato Izquierdo (Córdoba, 1 de enero de 2007) es una futbolista española. Juega como delantera en el Sevilla F. C. de la Primera División de España. Es internacional con la selección sub-19 de España.

## Trayectoria
Cerrato comenzó a jugar en equipos masculinos de Córdoba, como Los Califas y el Séneca C. F. , club al que se incorporó en 2018 con 12 años. Posteriormente ascendió al Séneca C. F. B Infantil y al Séneca C. F Infantil.
Llegó a la cantera del Sevilla F. C. siendo elogiada como "lateral diestra infranqueable" y rápidamente se incorporó al primer equipo.Debutó en la máxima categoría en 2023 y en enero de 2025 se estrenó como goleadora en primera cuando las blanquirrojas derrotaron al S. D. Eibar 3-0, convirtiéndose además en la jugadora más joven en marcar en la temporada 2024-25 (18 años y 10 días).

## Selección nacional
Cerrato debutó con la sub-17 española y ganó el Campeonato Europeo Sub-17 de 2024, siendo galardonada como la mejor jugadora y máxima goleadora del torneo.
Participó luego en la Copa Mundial Sub-17 de 2024, donde España terminó como subcampeona.
Cerrato fue convocada en 2024 a la selección española sub-19 para disputar el Preeuropeo Sub-19 de 2025. Una vez clasificadas al campeonato, las españolas se llevaron el título.

## Clubes
| Club          | País   | Año             |
| ------------- | ------ | --------------- |
| Sevilla F. C. | España | 2023 - presente |

## Palmarés

### Títulos internacionales
| Título                    | Equipo | Sede    | Año  |
| ------------------------- | ------ | ------- | ---- |
| Campeonato Europeo Sub-17 | España | Suecia  | 2024 |
| Campeonato Europeo Sub-19 | España | Polonia | 2025 |

### Distinciones individuales
| Distinción                                     | Año  |
| ---------------------------------------------- | ---- |
| Mejor Jugadora del Campeonato Europeo Sub-17   | 2024 |
| Máxima Goleadora del Campeonato Europeo Sub-17 | 2024 |